# Линия Сайкё
Линия Сайкё (яп. 埼京線 сайкё: сэн) — железнодорожная линия японского железнодорожного оператора East Japan Railway Company. Линия протянулась на 36,9 километра от станции Осаки в городе Токио через пригороды до станции Омия в префектуре Сайтама. Название линии это аббревиатура состоящая из кандзи входящих в название двух областей которые она соединяет: 埼玉 (яп. Сайтама) и 東京 (яп. То:кё:).
Некоторые поезда продолжают движение от станции Омия через линию Кавагоэ до станции Кавагоэ, так же от станции Осаки некоторые поезда продолжают движение по линии Ринкай(принадлежащей компании Tokyo Waterfront Area Rapid Transit) до станции Син-Киба.
Линия проходит параллельно линии Яманотэ на участке от станции Осаки до станции Икэбукуро, ни который официально называется Грузовая линия Яманотэ (яп. 山手貨物線 яманотэ кабуцу сэн), и параллельно линии Тохоку на участке от станции Акабанэ до станции Омия, на котором носит не официальное название Вторая(Другая) линия Тохоку (яп. 東北別線 Тохоку бэцу сэн). Участок от станции Икэбукуро до станции Акабанэ официально носит название Линия Акабанэ (яп. 赤羽線 акабанэ сэн). В большинстве случаев, все участки линии обозначаются как «Линия Сайкё».

## История
До открытия линии Сайкё было предпринято несколько попыток сделать железнодорожное сообщение между Токио и Сайтамой более удобным. Одной из первых была основана компания Tokyo-Ōmiya Electric Railway (яп. 東京大宮電気鉄道 то:кё: о:мия дэнки тэцудо:) в 1928 году, но компания быстро обанкротилась по причине быстрого роста цен на землю в районе предполагаемого строительства. В 1968 году было предложено повести новую на то время линию Мита, до станции Омия.
Развитие линии Сайкё было начато как попытка успокоить жителей префектуры Сайтама протестовавших против планов компании Japanese National Railways по расширению сетей скоростных поездов Тохоку-синкансэн и Дзёэцу-синкансэн . В середине 1970-х годов местные жители устраивали акции протеста, демонстрации против строительства высокоскоростных линий к северу от Токио. Компания JNR заключила соглашение с местными жителями, по которому в обмен на разрешение на строительство линий синкансэн, обязалась проложить пригородную линию для местных жителей.
Новая линия, которую предварительно назвали "новая пригородная линия" (яп. 通勤新線 цу:кин синсэн), была проложена от станции Омия до станции Акабанэ. Сквозное сообщение через уже существовавшую линию Акабанэ началось 30-го сентября 1985 года. В течение первого месяца работы на линии часто возникали проблемы с контролем движения поездов, по причине большой загрузки, но эти проблемы удалось решить.
Когда строился участок линии Сайкё совпадающий с линией Тохоку, станции от Кита-Акабанэ до Кита-Ёно были обозначены цифрами от единицы до десяти. Станция Кита-Акабанэ имела название «Номер 1». И даже после того как станции получили свои нынешние названия, пассажиры продолжали жаловаться на то, что было сложно отличить их друг от друга по причине абсолютно одинаковой планировки и оформления. Как результат, каждой станции был назначен определённых цвет, для того чтобы можно было отличить их друг от друга.
В марте 1986 года, составы линии Сайкё начали ходить до станции Синдзюку по путям Грузовой линии Яманотэ, которая стала не так сильно загружена грузовым сообщением с 1973 года когда была открыта Линия Мусасино. В 1996 году, с завершением строительства дополнительных платформ на соответствующих станциях, поезда начали ходить до станции Сибуя и Эбису. В 2001 году было открыто движение до станции Осаки и сквозное сообщение с линией Ринкай.
Линия Сайкё долгое время испытывала большие проблемы с загрузкой пассажирами в часы-пик. Открытие линий Сёнан-Синдзюку в 2004 году и Фукутосин в 2008 году, которые имеют участки, идущие параллельно линии Сайкё, помогло уменьшить масштабы этой проблемы. Большое количество пассажиров также способствует возникновению других проблем, таких как сексуальные домогательства в переполненных поездах и часты опоздания составов, поезда дольше задерживаются на станции во время посадки пассажиров. На линии Сайкё самый высокий уровень происшествий, связанных с домогательствами (японское название тикан) в Токио. Напрямую эту проблему пытаются решить с помощью введения специальных «женских вагонов», а также снижая нагрузку на линию.

## Виды обслуживания
На линии присутствуют составы трёх видов: Local (местные) (普通), Rapid (скорые) (快速) и Commuter Rapid (пригородный скорый) (通勤快速). На участке между станциями Акабанэ и Омия, останавливаются только на станциях Тода-Коэн, Мусаси-Урава и Ёнохоммати, в то время как поезда вида Commuter Rapid, которые ходят только по будням в часы-пик останавливаются только на станции Мусаси-Урава. К югу от станции Акабанэ, так же как и на линиях Кавагоэ и Ринкай, все поезда останавливаются на каждой станции.

## Станции
- Местные(local) поезда останавливаются на каждой станции.
- Поезда типов rapid and commuter rapid останавливаются на станциях помеченных символом «●» и проезжают станции помеченные символом «｜».
- Поезда продолжающие движение через линии Кавагоэ и Ринкай останавливаются на всех станциях..

| Название линии       | Цвет                                                   | Станция      | Японское название | Расстояние (км) | Расстояние (км)         | Расстояние (км)      | Rapid | Comm. Rapid | Пересадки | Расположение | Расположение |
| Название линии       | Цвет                                                   | Станция      | Японское название | Между станциями | Всего                   | Всего                | Rapid | Comm. Rapid | Пересадки | Расположение | Расположение |
| -------------------- | ------------------------------------------------------ | ------------ | ----------------- | --------------- | ----------------------- | -------------------- | ----- | ----------- | --- | ------------ | ------------ |
|                      | Сквозное сообщение с линией Ринкай до станции Син-Киба |              |                   |                 |                         |                      |       |             | |              |              |
| Линия Яманотэ        |                                                        | Осаки        | 大崎              | -               | От станции Синагава 2.0 | От станции Осаки 0.0 | ●     | ●           | Линия Сёнан-Синдзюку, Линия Яманотэ Линия Ринкай (сквозное сообщение) | Синагава     | Токио        |
| Линия Яманотэ        |                                                        | Эбису        | 恵比寿            | 3.6             | 5.6                     | 3.6                  | ●     | ●           | Линия Сёнан-Синдзюку, Линия Яманотэ Линия Хибия (H-02) | Сибуя        | Токио        |
| Линия Яманотэ        |                                                        | Сибуя        | 渋谷              | 1.6             | 7.2                     | 5.2                  | ●     | ●           | Линия Сёнан-Синдзюку, Линия Яманотэ Линия Инокасира Линия Дэнъэнтоси, Линия Тоёко Линия Гиндза (G-01), Линия Хандзомон (N-01), Линия Фукутосин (F-16) | Сибуя        | Токио        |
| Линия Яманотэ        |                                                        | Синдзюку     | 新宿              | 3.4             | 10.6                    | 8.6                  | ●     | ●           | Линия Тюо (Скорая), Линия Тюо-Собу, Линия Яманотэ, Линия Сёнан-Синдзюку Линия Кэйо, Новая Линия Кэйо Линия Одавара Линия Синдзюку (Сэйбу) (Сэйбу-Синдзюку) Линия Маруноути (M-08) Линия Синдзюку (Toei) (S-01), Линия Оэдо (E-27, Синдзюку-Нисигути: E-01) | Сибуя        | Токио        |
| Линия Яманотэ        | Синдзюку                                               | Синдзюку     | 新宿              | 3.4             | 10.6                    | 8.6                  | ●     | ●           | Линия Тюо (Скорая), Линия Тюо-Собу, Линия Яманотэ, Линия Сёнан-Синдзюку Линия Кэйо, Новая Линия Кэйо Линия Одавара Линия Синдзюку (Сэйбу) (Сэйбу-Синдзюку) Линия Маруноути (M-08) Линия Синдзюку (Toei) (S-01), Линия Оэдо (E-27, Синдзюку-Нисигути: E-01) |              | Токио        |
| Линия Яманотэ        |                                                        | Икэбукуро    | 池袋              | 4.8             | 15.4                    | 13.4                 | ●     | ●           | Линия Сёнан-Синдзюку, Линия Яманотэ Линия Икэбукуро Линия Тодзё Линия Маруноути (M-25), Линия Юракутё (Y-09), Линия Фукутосин (F-09) | Тосима       | Токио        |
| Линия Акабанэ        | От станции Икэбукуро 0.0                               | Икэбукуро    | 池袋              | 4.8             |                         | 13.4                 | ●     | ●           | Линия Сёнан-Синдзюку, Линия Яманотэ Линия Икэбукуро Линия Тодзё Линия Маруноути (M-25), Линия Юракутё (Y-09), Линия Фукутосин (F-09) | Тосима       | Токио        |
| Линия Акабанэ        |                                                        | Итабаси      | 板橋              | 1.8             | 1.8                     | 15.2                 | ●     | ●           | Линия Мита (Син-Итабаси: I-17) Линия Тодзё (Симо-Итабаси) | Итабаси      | Токио        |
| Линия Акабанэ        |                                                        | Дзюдзё       | 十条              | 1.7             | 3.5                     | 16.9                 | ●     | ●           | | Кита         | Токио        |
| Линия Акабанэ        |                                                        | Акабанэ      | 赤羽              | 2.0             | 5.5                     | 18.9                 | ●     | ●           | Линия Кэйхин-Тохоку, Линия Тохоку (Линия Уцуномия), Линия Такасаки, Линия Сёнан-Синдзюку | Кита         | Токио        |
| Линия Тохоку (ветка) | От станции Акабанэ 0.0                                 | Акабанэ      | 赤羽              | 2.0             |                         | 18.9                 | ●     | ●           | Линия Кэйхин-Тохоку, Линия Тохоку (Линия Уцуномия), Линия Такасаки, Линия Сёнан-Синдзюку | Кита         | Токио        |
| Линия Тохоку (ветка) |                                                        | Кита-Акабанэ | 北赤羽            | 1.5             | 1.5                     | 20.4                 | ｜    | ｜          | | Кита         | Токио        |
| Линия Тохоку (ветка) |                                                        | Укима-Фунадо | 浮間舟渡          | 1.6             | 3.1                     | 22.0                 | ｜    | ｜          | | Кита         | Токио        |
| Линия Тохоку (ветка) |                                                        | Тода-Коэн    | 戸田公園          | 2.4             | 5.5                     | 24.4                 | ●     | ｜          | | Тода         | Сайтама      |
| Линия Тохоку (ветка) |                                                        | Тода         | 戸田              | 1.3             | 6.8                     | 25.7                 | ｜    | ｜          | | Тода         | Сайтама      |
| Линия Тохоку (ветка) |                                                        | Кита-Тода    | 北戸田            | 1.4             | 8.2                     | 27.1                 | ｜    | ｜          | | Тода         | Сайтама      |
| Линия Тохоку (ветка) |                                                        | Мусаси-Урава | 武蔵浦和          | 2.4             | 10.6                    | 29.5                 | ●     | ●           | Линия Мусасино | Сайтама      | Сайтама      |
| Линия Тохоку (ветка) |                                                        | Нака-Урава   | 中浦和            | 1.2             | 11.8                    | 30.7                 | ｜    | ｜          | | Сайтама      | Сайтама      |
| Линия Тохоку (ветка) |                                                        | Минами-Ёно   | 南与野            | 1.7             | 13.5                    | 32.4                 | ｜    | ｜          | | Сайтама      | Сайтама      |
| Линия Тохоку (ветка) |                                                        | Ёнохоммати   | 与野本町          | 1.6             | 15.1                    | 34.0                 | ●     | ｜          | | Сайтама      | Сайтама      |
| Линия Тохоку (ветка) |                                                        | Кита-Ёно     | 北与野            | 1.1             | 16.2                    | 35.1                 | ｜    | ｜          | | Сайтама      | Сайтама      |
| Линия Тохоку (ветка) |                                                        | Омия         | 大宮              | 1.8             | 18.0                    | 36.9                 | ●     | ●           | Линия Кавагоэ (сквозное сообщение), Тохоку-синкансэн, Ямагата-синкансэн, Акита-синкансэн, Дзёэцу-синкансэн, Нагано-синкансэн, Линия Кэйхин-Тохоку, Линия Тохоку (Линия Уцуномия), Линия Такасаки, Линия Сёнан-Синдзюку Линия Нода New Shuttle              | Сайтама      | Сайтама      |
|                      | Сквозное сообщение с линий Кавагоэ до станции Кавагоэ  |              |                   |                 |                         |                      |       |             | |              |              |

## Подвижной состав
По линии движутся два типа составов: 10-ти вагонные составы серии 205 принадлежащие JR East(базируются в депо Кавагоэ) и 10-ти вагонные составы серии TWR 70-000 принадлежащие компании Tokyo Waterfront Area Rapid Transit.